# Iancului (stacja metra)
Iancului – stacja metra w Bukareszcie, na linii M1. Stacja została otwarta w 1989.